# Oligacanthorhynchus circumplexus
Oligacanthorhynchus circumplexus är en hakmaskart som först beskrevs av Raffaele Molin 1858.  Oligacanthorhynchus circumplexus ingår i släktet Oligacanthorhynchus och familjen Oligacanthorhynchidae. Inga underarter finns listade i Catalogue of Life.